# Alessandro Rossi Fanelli
Alessandro Rossi Fanelli (Napoli, 4 gennaio 1906 – Roma, 24 novembre 1990) è stato un biochimico italiano.

## Biografia
Fu ordinario di chimica biologica all'Università di Pavia dal 1942 al 1949, e all'Università La Sapienza di Roma dal 1949 al 1990. Ebbe notorietà internazionale grazie alle sue ricerche sulla mioglobina, che furono pubblicate nel 1948 su Science. Fu inoltre il primo studioso a riuscire ad isolare la globina umana e ad ottenere emoglobine artificiali.
Nel 1954 fu nominato  socio nazionale dell'Accademia Nazionale dei Lincei, diventandone segretario della classe di scienze. Nel 1959 fu insignito del premio Feltrinelli per la medicina. A lui è stato intitolato il Dipartimento di Scienze Biochimiche della Sapienza.